# Burton upon Trent
Burton upon Trent, nota anche come Burton-on-Trent o semplicemente Burton, è una città di 72 299 abitanti (censimento del 2011), situata nella contea dello Staffordshire in Inghilterra.

## La tradizione della birra
È famosa nel mondo birrario per la sua acqua, molto dura e ricca di solfati, che permise in passato la produzione della birra "India pale ale", risolvendo così il problema dell'esportazione di birra dall'inghilterra alle colonie indiane. Questa birra è molto ricca di luppolo il quale funziona da conservante e le acque di questa regione, essendo ricche di sali e solfati, ben si sposano con l'amaro dato dalla luppolatura. Inoltre da questa città deriva il verbo "burtonizzare l'acqua", che significa appunto arricchire di sali un'acqua più dolce, rendendola adatta alla produzione di birre ricche di luppolo.

## Sport
In passato la città era calcisticamente rappresentata dal Burton United, società che è arrivata fino in seconda divisione inglese. Successivamente il suo ruolo è stato ripreso dal Burton Albion, che attualmente milita in League One.
Qui ha sede il St George's Park National Football Centre, il centro tecnico utilizzato dalla federazione calcistica dell'Inghilterra (Football Association - TheFA) per la preparazione delle squadre giovanili maschili, dalla Under-17 alla Under-21, e femminili, Under-17, Under-19 e Under-20. Inaugurato nell'ottobre 2012 ha ospitato alcune fasi di qualificazione a livello internazionale, tra cui la fase élite del gruppo 6 delle qualificazioni all'Europeo femminile Under-19 di Scozia 2019.

## Amministrazione

### Gemellaggi
- Blantyre, Malawi
- Elkhart, Stati Uniti
- Lingen, Germania
- Rochefort, Francia